# Ascanio Centorio
Ascanio Centorio fue un patricio y caballero romano, militar y escritor del siglo XVI.

## Biografía
Ascanio, según algunos era de una familia ilustre de Milán; pero Apostolo Zeno ha probado en sus notas de Giusto Fontanini, arzobispo de Ancira, sabio literato, anticuario y crítico italiano, defensor temporal de la Corte de Roma en su obra "Istoria del dominio temporale della sede apostolica del ducato de Parma e Piacenza", Roma, 1720, que era natural de Roma, de donde salió desterrado sin saberse el motivo y que habiendo pasado a Milán, permaneció en esta ciudad muchos años.
Emprendió Ascanio la carrera de las armas e hizo grandes servicios, manifestando en los campos de batalla un espíritu filosófico poco común en un guerrero.
Posteriormente, en tiempos de paz, redactó unas memorias o comentarios históricos y militares, cuyos contenidos salieron de sus propios conocimientos, sus experiencias en la guerra y de la información de otros, las cuales se hicieron muy estimadas en Italia, como raras, divididas en dos partes que salieron a la luz cuatro años antes después una que otra, aunque se hallan justas en un solo volumen titulada la primera "Comentarios de las guerras de Transilvania" y la segunda "Comentarios de las cosas de Europa".
Otra de sus obras "Cinco discursos sobre el arte de la guerra", impresos en Venecia en 1550 y que se hallan comúnmente reunidos en un solo libro, es en opinión de Carlos Promis, autor de "Del arte del ingeniero y de la artillería en Italia", Torino, 1841, según un manuscrito que estudió de Jacopo Soldati, consejero militar del Serenísimo Señor del Ducado de Saboya e ingeniero reputado, el verdadero autor de la obra es Jean-Baptiste Castaldo, maestre de campo y consejero de guerra de Carlos I de España, guerreando en Alemania, Flandes y Hungría donde llegó a comandante superior, célebre en la campaña de 1552.
Ascanio, en su juventud también escribió poesías amorosas, 1552, y una obra sobre la peste que asoló Milán en los 1576-77, Venecia, 1574, en 5 libros.

## Obras
- L'amorose rime, Venezia, 1554, en 8.º.
- Discorso de guerra sopra l'ordine che tenere e un capitan generale che di ordine...., Vinegia, 1558.
- Discorso della qualita, ufficio ed autorità de un maestre de campo generale, Venezia, 1558.
- Il primo discurso supra l'officio de una capitan generale di esercito....., Vinegia, 1558.
- Commentari delle guerre de Transilvania, 1565, en 4.º.
- Commentari delle cose de Europa, Venezia, 1569, en 4.º.
- Discorsi sull'arte della guerra, 1562.

- Otras